# ユーロネクスト
ユーロネクスト（オランダ語: Euronext N.V.）は、パリ、アムステルダム、ブリュッセル、ダブリン、リスボン、オスロ、ミラノにある各証券取引所の運営および関連する金融サービスの提供を行う企業。本社機能はアムステルダムとパリに置かれ（登記はアムステルダム）、株式上場はユーロネクスト・パリに行っている（Euronext: ENX ）。

## 運営する証券取引所
- ユーロネクスト・パリ
- ユーロネクスト・アムステルダム
- ユーロネクスト・ブリュッセル
- ユーロネクスト・ダブリン
- ユーロネクスト・リスボン
- オスロ証券取引所
- イタリア証券取引所

## 沿革

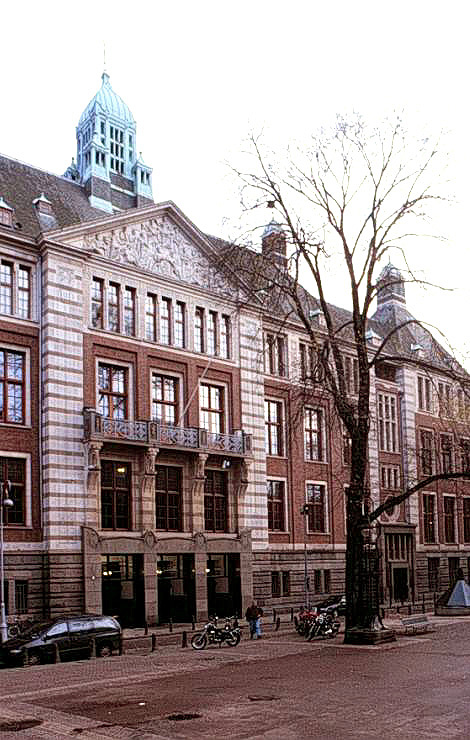
アムステルダムの本社（ユーロネクスト・アムステルダムと同じ建物内）

2000年9月に、アムステルダム証券取引所、ブリュッセル証券取引所、パリ証券取引所の3つの証券取引所が経営統合し、設立。設立の目的は、現物取引及び派生商品取引のシステムを統合することによって、クロスボーダー取引を容易にして、3取引所から注文を一カ所に集めることによって、流動性の向上をはかることにあるとされた。経営統合後、3つの証券取引所はそれぞれ、ユーロネクスト・アムステルダム、ユーロネクスト・ブリュッセル、ユーロネクスト・パリと呼ばれるようになった。さらに、2002年には、ポルトガルのリスボン証券取引所とロンドン国際金融先物取引所（LIFFE）が加入。リスボン証券取引所はユーロネクスト・リスボンと名称が変更された。
2006年6月1日、ニューヨーク証券取引所の運営企業であるNYSEグループとの経営統合が発表され、2007年4月4日に統合企業であるNYSEユーロネクストの傘下となったが、2012年12月、アメリカ・アトランタに本拠を置くIntercontinental Exchange Inc.（ICE）が同社を買収し2013年にNYSEユーロネクストは消滅、2014年6月、ICEのユーロネクスト売却に伴い（同年12月に全株式を売却。このときLIFFEはICEに留まり、ICE Futures Europeとなった）、ユーロネクストは公開企業となり、ユーロネクスト・パリに株式を上場した。
2018年3月、アイルランド証券取引所の買収を完了し、ユーロネクスト・ダブリンと名称が変更された。2019年6月、オスロ証券取引所および関連企業の買収を完了し、子会社化した。2021年4月、イタリア証券取引所および関連企業の買収を完了し、子会社化した。
ユーロネクストの提供する金融商品の売買は、アメリカ合衆国の顧客が4割以上を占めており、このほかフランス・オランダ・イギリス・スイスなどが上位となっている。拠点としては、運営する5つの証券取引所のほか、ロンドンやフランクフルトを含むヨーロッパ諸国、ニューヨークやシンガポール、香港にオフィスを持つ。